# Golf Channel
Der Golf Channel ist ein Fernsehsender in den USA. Er überträgt ausschließlich weltweite Golf-Turniere.
Ab der Saison 2007 erhielt der Golf Channel exklusive Rechte am FedEx-Cup der US PGA Tour, so überträgt der Fernsehsender 15 Events exklusiv an allen vier Turnier-Tagen; des Weiteren werden die beiden Eröffnungsrunden aller FedEx-Cup-Turniere live übertragen (ausgenommen die vier Majors).
Als Kommentatoren bzw. Field-Reporter verpflichtete der Golf Channel unter anderem bekannte Golf-Größen wie Nick Faldo und Rocco Mediate.

## Programm
- PGA Tour (FedEx-Cup), Top-level Turnierserie der PGA
- Web.com Tour, Second-level Turnierserie der PGA
- Champions Tour, Turnierserie für professionelle Golfspieler ab dem Alter von 50 Jahren
- LPGA Tour, Turnierserie im professionellen Damengolf
- PGA European Tour, Europäische Top-level Turnierserie der PGA

## Weblink
- Webpräsenz des Golf Channels